# Hila (islam)
Pour les articles homonymes, voir Hila.
Ḥīla (حيلة, pluriel ḥiyal حيل, « la contorsion, le stratagème ; le subterfuge » est un concept de « ruse, artifice, expédient, stratagème, moyen d’échapper à quelque chose ou de réaliser un dessein. ».
Il prend le sens de « ruse juridique » dans la jurisprudence islamique. Le but principal de la hila est d'éviter l'observance stricte de la loi islamique dans certaines situations difficiles, tout en obéissant à la lettre de la loi,. Un exemple de hila est la pratique du « double achat » (baiʿatān fī baiʿa) afin d'éviter l'interdiction de l'usure, en faisant deux contrats d'achat et de ré-achat (à un prix plus élevé), similaire au concept moderne du contrat à terme. Les points de vue sur la recevabilité dans l'Islam ont varié par les écoles de jurisprudence islamique (Madhhab), par période et par type de ḥiyal. Une importante littérature a particulièrement été développée dans le hanafisme.
Ce terme peut prendre d'autres sens comme celui de stratagème de guerre, d'artifices de prestidigitateurs ou d'automates.

## Ruse juridique
La hila, en tant que ruse juridique permet « l’emploi de moyens légaux à des fins extra-légales, fins qui ne peuvent, qu’elles soient elles-mêmes légales ou illégales, être atteintes directement avec les moyens fournis par la s̲h̲arīʿa. ». Elle peut être appelée « ruse juridique », « fiction canonique » ou « fiction légale » et permet des « accommodements (hiyâl) avec la loi coranique ».
Il peut s'agir d'application de la lettre de la loi islamique dans les transactions tout en permettant la prise d’intérêt mais aussi une recherche de « moyens d’échapper à des obligations prises sous serment » par l'usage de termes ambigus selon un principe officialisé par le calife Omar,. Pour permettre de telles ambiguïtés, le poète Ibn Durayd (933) publiera un traité sur les expressions ambiguës intitulé le Kitāb al-Malāḥin.

### Approche historique
La première phase de développement de ce concept est le Kitâb al-maḫārij fī l-ḥiyal ("le livre de la fraude et de la tricherie") écrit par Mouhammad Al-Shaybânî vers 805 apr. J.-C. Un approfondissement se trouve dans le Kitâb al-ḥiyal wa-l-maḫārij écrit par Al-Ḫaṣṣāf vers 870.
La conceptualisation de la hila n'a pas été sans controverse dans la jurisprudence islamique. Elle a été primitivement considérée comme haram par le shafi'isme, avant que certains de ses aspects soient reconnus par certains traités.
À partir du Xe siècle, des auteurs du shafi'isme, dont al-Qazwini (mort en 1048), ont écrit un certain nombre de traités sur la hila alors que d'autres, dont al-Ghazali, ont continué à la dénoncer. Depuis le XVe siècle, l'opposition du shafi'isme à la hila a majoritairement disparu, en raison de la fatwa d'Ibn Hajar al-Asqalani en interdisant la critique.[réf. nécessaire]
Pendant ce temps, la hila était plus vigoureusement combattue par le hanbalisme. Al-Boukhari a consacré tout un livre dans sa Sahīh à la réfutation de ce concept et Abū Yaʿlā, un juge hanbalite du XIe siècle a écrit un Kitâb Ibṭāl al-ḥiyal ("le livre de l'invalidation de ḥiyal"). Comme les Shafiites, l'école hanbalite est finalement venue à une vue plus modérée de cette pratique. Au XIVe siècle, le savant hanbalite Ibn Qayyim al-Jawziyya a distingué trois types de ḥiyal, (1) manifestement irrecevable, (2) manifestement recevable et (3) à l'admissibilité douteuse, c'est-à-dire reconnu par Abū Hanīfa mais pas par d'autres autorités.

### Période moderne
Le débat sur les ḥiyal au sein de la jurisprudence islamique se poursuit dans la période moderne. En 1974, Muhammad ʿAbd al-Wahhāb Buhairī, professeur de hadith et le fiqh de l'université al-Azhar , a publié une monographie sur la question d'Al-Ḥiyal fi š-šarīʿa al-islāmīya ("la ruse dans la loi islamique"), selon laquelle seul un nombre limité de ḥiyal sont autorisées.
Parmi les ḥiyal permises par la Buhairī est la taʿrīḍ (tromperie ambiguïté) si elle est utilisée pour protéger les musulmans. Depuis les années 1980, il y a eu une tendance à une augmentation du débat sur les « finalités de la charia » (Maqāṣid aš-šarīʿa) dans le cadre de laquelle un certain nombre de chercheurs ont plaidé en faveur d'un renouveau de la ḥiyal comme un outil légitime pour améliorer la souplesse de la charia interprétation au regard du problème de l'Islam et de la modernité. La naissance de la finance islamique a également fait invoquer ḥiyal pour défendre ces pratiques.

## Autres significations

### Stratagème de guerre
Tandis qu'un proverbe ancien attribué à Mahomet -al-ḥarb k̲h̲udʿa « la guerre est tromperie »- autorise l'usage de stratagèmes de guerre, le terme Ḥiyal peut servir à les désigner. Ce terme se trouve dans le titre d'ouvrages de stratégie comme le Kitāb al-Ḥiyal d’al-Hart̲h̲amī al-S̲h̲aʿrānī ou le Kttāb al-Ḥiyal fī l-ḥurūb wa-fatḥ al-madāʾin waḥifẓ al-durūb, faussement attribué à Alexandre le Grand.

### Artifices et prestidigitation
Le terme « ḥiyal désigne les ruses et les trucs des mendiants, des prestidigitateurs, faussaires, etc. ».

### Mécanique
« Ce terme s’applique donc pratiquement à tout dispositif mécanique, des petits jouets aux grosses machines ». Plusieurs ouvrages portent ce terme dans leur titre comme le Kitāb al-Ḥiyal (IXe siècle) .; et le Kitāb fī maʿrifat al-ḥiyal al-handasiyya d’Ibn al-Razzāz al-Ḏj̲azarī (1205).